# Sabella calamus
Sabella calamus är en ringmaskart som beskrevs av Stefano Andrea Renier 1847. Sabella calamus ingår i släktet Sabella och familjen Sabellidae. Inga underarter finns listade i Catalogue of Life.